# Oreodera advena
Oreodera advena är en skalbaggsart som beskrevs av Martins och Maria Helena M. Galileo 2005. Oreodera advena ingår i släktet Oreodera och familjen långhorningar. Inga underarter finns listade i Catalogue of Life.